# Shebel Berenta
Shebel Berenta är ett distrikt i Etiopien. Det ligger i den centrala delen av landet, 180 km norr om huvudstaden Addis Abeba. Antalet invånare är 103 988.